# Giuseppe Morabito (poète)
Pour les articles homonymes, voir Giuseppe Morabito et Morabito.
Giuseppe Morabito (né le 7 janvier 1900 à Reggio de Calabre et mort le 12 octobre 1997 à Messine) est un poète et écrivain italien de langue latine.

## Biographie
Élève d'Alfredo Bartoli (it), illustre poète latin traducteur en italien de la poésie latine de Giovanni Pascoli, Giuseppe Morabito, après avoir décroché son diplôme de lettres classiques, devient professeur de latin et de grec dans divers lycées classiques, d'abord au lycée classique Pasquale Galluppi de Catanzaro et ensuite au lycée Francesco Maurolico de Messine.
En dehors de sa carrière professorale, Giuseppe Morabito pratiquait les lettres latines et après avoir soumis une poésie au prestigieux Certamen Hoeufftianum organisé par l'Académie royale néerlandaise des arts et des sciences il fut récompensé de la médaille d'or en 1954 pour son petit poème « Pericula. »
Il participe ensuite de nombreuses fois au concours d'Amsterdam et récolte dix-sept fois la grande louange (magna laus).
Il obtient en outre en 1928 le premier prix au Certamen Locrense, autre concours de poésie latine et reçoit cinq fois la médaille d'or du Certamen Vaticanum, et trois fois le premier prix du Certamen Capitolinum.
Son décès à 97 ans dû à un accident de la route en face de son domicile eut beaucoup d'écho et causa une profonde tristesse dans les rangs de ses élèves et dans la ville de Messine qui lui avait décerné en 1983 le témoignage honorifique Pro bono Civitatis.
La ville de Messine a donné son nom au largo limitrophe du palais Zanca.

## Œuvres littéraires
- Instituto romanis studiis provehendis (curante), VI Certamen capitolinum Iosephi Morabito Novus gravitatis magister ; Aldi Bartalucci Itinerarium septemtrionale ; Hyacinthi Gualtieri Silanus, Romae: H. Quintily, 1955
- (Instituto romanis studiis provehendis (curante), XIII Certamen capitolinum Nili Casini De Herculanensibus rebus diebusque novissimis . Iosephi Morabito Brevis in lacu Lario mansio, Florentiae: officina La cartografica, 1962
- Giuseppe Morabito, Ad astronautas americanos, Carmen, Amstelodami: Academia Regia Disciplinarum Nederlandica, 1969
- Giuseppe Morabito, Shougyle : carmen, Polistena: Orfanelli, 1930
- Giuseppe Morabito, La figura di Orazio nella Poesia latina moderna, Roma: Istituto di Studi Romani, 1938
- Instituto romanis studiis provehendis (curante), Iosephi Morabito Novus gravitatis magister, Aldi Bartalucci Itinerarium septemtrionale, Hyacinthy Gualtieri Silanus, Romae, officina Hugonis Quintily, 1955
- Giuseppe Morabito, Pericula, Prope amenanum, Amstelodami: Academia regia disciplinarum nederlandica, 1954
- Giuseppe Morabito, Apella ad Flaccum, Carmina Certaminis poetici Hoeufftiani, Certamina poesesos latinae, Amstelodami: Academia Regia Disciplinarum Nederlandica, 1972
- Giuseppe Morabito, Vergili reditus, Carmina certamina poetici hoeufftiani, Amstelodami: Academia regia disciplinarum Nederlandica, 1975
- Cicero, Marcus Tullius, L' istruttoria contro Quinto Cecilio, La prima azione giudiziaria contro Gaio Verre, La seconda azione giudiziaria contro Gaio Verre (libro i e libro II ), a cura di Giuseppe Morabito, Carlo Prato, Francesco Pini e Michele Caroli, Milano: Mondadori, 1966
- Giuseppe Morabito, Crathis, carmen in certamine poetico locrensi laudatum, Palmis in Bruttiis: ex Off. Typ. A. Genovesi, 1929
- Giuseppe Morabito, Primus amor, carmen, Rhegi Jul. : S. Antoni, 1927
- Giuseppe Morabito, Leopardiana, Acireale: Accademia degli Zelanti e dei Dafnici, 1991
- (Instituto romanis studiis provehendis (curante), VIII Certamen capitolinum, Iosephi Morabito Quies Tyndaritana, Alberti Albertani Exsul et captivus . Thebaldi Fabbri Biduum piscando feriatum, Romae: Officina Centenari, 1957
- Giuseppe Morabito, Sublacensia, Carmen Iosephi Morabito, Amstelodami: Academia R. Disciplinarum nederlandica, 1968
- Giuseppe Morabito, Voces rerum, carmen, Gerace Marina: Franco & Pedulla, 1930
- Giuseppe Morabito, Laertiedes : carmen, Locri: Franco & Pedulla, 1929
- Giuseppe Morabito, Cambyses : carmen, Catacii in Bruttiis: La Brutia, 1931
- Giuseppe Morabito, Ricordi di scuola, Milazzo [etc.] : Pellegrino, 1972
- Giuseppe Morabito, Latina fides: Carmina, epistulae, odae, epigrammata selecta, Milano: Ed. Pergamena, 1979
- Iosephi Morabito, Ultimus laertae dies, Amstelodami: Academia Regia Disciplinarum Nederlandica, 1961
- Giuseppe Morabito, Seclusi custos, Acireale: Accademia di scienze lettere e belle arti degli Zelanti e Dafnici, 1989
- Giuseppe Morabito, Iter Syracusas, traduzione di Salvatore Stella, Acireale: Stab. tip. Galatea, 1978
- Giuseppe Morabito, Laertiades, carmen Josephi Morabito in certamine poetico locrensi, magna laude ornatum, Locris in Bruttiis: typ. Franco & Pedulla, 1929
- Giuseppe Morabito, Martyres, carmen, Polistena: Orfanelli, 1929
- Giuseppe Morabito, La betulla, Villa S. Giovanni: Circolo di cultura e di relazioni internazionali, 1988
- Instituto romanis studiis provehendis (curante), XVIII Certamen capitolinum, Theodori Ciresola Tenemus te, Luna, Iosephi Morabito, Mirabilia in profundo, Roma: Istituto di studi romani. 1967
- Instituto romanis studiis provehendis (curante), IV Certamen capitolinum, Iosephi Morabito Antitityrus, Humberti De Franco Zizzi, Romae: Officina pacis, 1963
- Giuseppe Morabito, Aetates duae, Carmen, Amstelodami: Academia R. Disciplinarum Nederlandica, 1966
- Giuseppe Morabito, Amicorum minimus, Carmen in certamine poetico locrensi laudatum, Palmis in Bruttiis: Ex off. Typ. A. Genovesi et fil., 1929
- Giuseppe Morabito, Fascelides, Carmen in certamine poetico locrensi magna laude ornatum, Palmis in Bruttiis: G. Genovesi et fil., 1929
- Josephi Morabito, Mysteria rerum, Amstelodami: Academia regia disciplinarum nederlandica, 1939
- Josephi Morabito, Mater, Amstedolami: Academia disciplinarum nederlandica, 1947
- Josephi Morabito, Iter syracusas, Amstelodami: Academia disciplinarum nederlandica, 1949
- Josephi Morabito, Post Forum Appi, Amstedolami: Academia disciplinarum nederlandica, 1952
- Giuseppe Morabito, Somnium Catulli, carmen, Amstelodami: Acad. regia disciplinarum nederlandica, 1947
- Giuseppe Morabito, Distichorum leviora, Messina: EDAS, 1994?

### Crédits de traduction
- (it) Cet article est partiellement ou en totalité issu de l’article de Wikipédia en italien intitulé « Giuseppe Morabito (poeta) » (voir la liste des auteurs).